# تينداي متاواريرا
تينداي متاواريرا هو لاعب اتحاد الرغبي زيمبابوي ولد في 1 أغسطس 1985.

## وصلات خارجية
- تينداي متاواريرا عل موقع إسبنسكروم (الإنجليزية)
- تينداي متاواريرا على موقع ItsRugby.co.uk (الإنجليزية)